# Henning Osthusen
Henning Osthusen (* in Gandersheim; † 3. November 1530 in Lübeck) war ein deutscher Jurist, Ratssekretär der Hansestadt Lübeck und Lübecker Domherr.

## Leben
Henning Osthusen begann im Sommer 1487 sein Studium der Rechtswissenschaften an der Universität Erfurt und schloss seine Studien als Magister ab. Er war von 1496 bis 1513 zunächst als zweiter Ratssekretär, dann als Protonotar in Lübeck tätig. Eine Reise Osthusens nach Augsburg spiegelt sich in den Büchern des Fernhandelskaufmanns Godart Wigerinck wider. Er wurde auf seinen eigenen Wunsch aus dem Sekretariatsdienst entlassen, weil er zwischenzeitlich Domherr am Lübecker Dom geworden war. 1522 war er ausweislich der Briefe an den Lübecker Kaufmann Mathias  Mulich in offiziellen Angelegenheiten der Stadt länger in Nürnberg. Im Lübecker Domkapitel wird er 1524 als Dompropst überliefert. Auch sein Nachfolger als Protonotar der Stadt Lübeck Johannes Rode wurde Domherr in Lübeck.
Henning Osthusen war der Neffe des Lübecker Syndicus Johannes Osthusen.